# 辛島驍
辛島 驍（からしま たけし、1903年8月16日 - 1967年4月27日）は、日本の中国文学研究者。

## 経歴
1903年、福岡県博多市で生まれた。1921年に福岡県立中学修猷館を卒業し、山口高等学校を卒業した。1928年、東京帝国大学文学部支那文学科を卒業。同年、京城帝国大学に赴任し、支那語学・支那文学講座を担当した。その後、助教授を経て、1939年に教授昇格。同年、博士論文『支那現代文学の研究』を東京大学に提出したが、太平洋戦争下の混乱の中で文学博士号授与は1946年となった。朝鮮半島赴任時には、延禧専門学校（現・延世大学校）校長も務めた。
戦後は昭和女子大学、相模女子大学教授などをつとめた。また、鎌倉文士とのつきあいもあり、鎌倉市図書館館長を務めた。1967年に死去。

## 栄典
- 1945年1月24日：正五位[8]

## 家族・親族
- 妻：塩谷温の娘。
- 息子：辛島昇は東洋史学者（南アジア史）。

## 著作
著書
- 『中国の新劇』昌平堂 1948
- 『唐詩詳解 実力本位』山海堂 1954
- 『暗号と推理』講談社 ミリオン・ブックス 1962
- 『中国現代文学の研究：国共分裂から上海事変まで』汲古書院 1983

共編著
- 『新十八史略詳解』多久弘一共著、明治書院 1959
  - 新装再版 明治書院 2004
- 『漢文100題精選 受験完成』多久弘一共編、中央図書出版社 1963

訳書
- 『白夫人の妖恋：小説・原作・シナリオ』白夫人の妖術　大日本雄弁会講談社 ロマン・ブックス 1956[注釈 1]。訳担当「白娘子永鎮雷峰塔」

- 『醒世恒言』(全訳中国文学大系 1, 第10-14巻) 馮夢竜編、辛島訳註、塩谷温監修、東洋文化協会 1958
- 『拍案驚奇』(全訳中国文学大系 1, 第15-17巻) 辛島訳註、塩谷温監修 東洋文化協会 1958-1959
- 『覚世名言十二楼』(全訳中国文学大系 1, 第23巻) 李漁著、東洋文化協会 1958
- 『無声戯 第1』(全訳中国文学大系 1, 第1巻) 覚世稗官編次、東洋文化協会 1959
- 『警世通言 第1』(全訳中国文学大系 1, 第6巻) 馮夢竜編、辛島訳註、塩谷温監修、東洋文化協会 1959
- 『魚玄機・薛濤』(漢詩大系 15) 集英社 1964
- 『宋詩選』(漢詩大系 16) 今関天彭共著、集英社 1966
- 『中国怪談集』中野美代子・武田雅哉編、河出書房新社(河出文庫) 1992

訳担当「十巹楼」李漁著

## 参考
- 「辛島驍略年譜・著作目録・写真他 : 昭和五十八年十七回忌の法要に際して」辛島昇編 1983
- 「中国現代文学の研究」辛島昇の解説